# Čarići
Čarići (szerbül: Чарићи), település Kneževo községben, Bosznia-Hercegovinában, a Bosanska Krajina keleti részén, a Szerb Köztársaságban.

## Fekvése
A település Bosznia-Hercegovina északi részén, Banja Lukától légvonalban 36, közúton 56 km-re dél-délkeletre, községközpontjától légvonalban 3, közúton 5 km-re délnyugatra, a Čemernica-hegység keleti lábánál, az Ugar-folyó szurdokától északra, 736-883 méteres magasságban található.

## Népessége
| Nemzetiségi csoport | Népesség 1991 | Népesség 2013 |
| ------------------- | ------------- | ------------- |
| Szerb               | 227           | 151           |
| Bosnyák             | 0             | 0             |
| Horvát              | 0             | 0             |
| Jugoszláv           | 0             | 0             |
| Egyéb               | 0             | 0             |
| Összesen            | 227           | 151           |

## Története
A település területe már a középkorban is sűrűn lakott volt, melyet a határában található négy különböző, késő középkori temető maradványai is igazolnak. A temetőkben több tucat stećak sírkő maradt fenn a mai napig, melyek a kereszténység főáramlatának behódolni nem akaró, eredetileg Boszniában élő bogumilok díszesen faragott középkori sírkövei voltak és amelyek szélesebb körben a 14-15. században terjedtek el.
A szerb lakosságú település 1878-ig tartozott az Oszmán Birodalomhoz, ekkor a berlini kongresszus határozata alapján az Osztrák-Magyar Monarchia része lett. 1879-ben az első osztrák-magyar népszámlálás során a Jajcai járáshoz és Skender Vakuf községhez tartozó településnek 16 háztartása és 134 ortodox szerb lakosa volt. 1910-ben a Kotor Varoš-i járáshoz és Borak községhez tartozó településen 14 háztartást és 155 ortodox lakost találtak. A monarchia szétesésével 1918-ban előbb a Szerb-Horvát-Szlovén Királyság, majd 1929-től a Jugoszláv Királyság része lett. Az 1929-es törvény értelmében, amikor Bosznia-Hercegovinát négy banovinára, Drinskára, Vrbaskára, Zetskára és Primorskára osztották, a település a Vrbaska banovina része lett, amelynek székhelye Banja Luka volt. Jugoszlávia megszállása után a Független Horvát Állam (NDH) része lett. A második világháború után 1992-ig a település a szocialista Jugoszlávia keretében a Bosznia-Hercegovinai Népköztársaság része volt. A boszniai háborút lezáró daytoni békeszerződést követő területfelosztásnál a Szerb Köztársaság területéhez került.

## Nevezetességei
- Brekinja – késő középkori temető maradványai, öt darab, láda alakú, délnyugat-északkeleti tájolású stećak sírkővel.[3]

- Glavićica – Prisoje – késő középkori temető maradványai, tíz darab, láda alakú, délnyugat-északkeleti tájolású stećak sírkővel.[3]

- Omarčići – Prisoje – késő középkori temető maradványai, harminc darab, láda alakú, délnyugat-északkeleti tájolású stećak sírkővel.[3]

- Poetište – Točak – késő középkori temető maradványai, húsz darab, láda alakú, délnyugat-északkeleti tájolású stećak sírkővel.[3]